# شينجي كانيكو
شينجي كانيكو (باليابانية: 金子 慎二) (3 أبريل 1987 في تشيبا في اليابان – )؛ هو لاعب كرة قدم سابق كان يلعب كلاعب وسط.